# Tafingoult
Tafingoult  (in arabo تافنكولت‎?) è un centro abitato e comune rurale del Marocco situato nella provincia di Taroudant, regione di Souss-Massa. Conta una popolazione di 6 635 abitanti (censimento 2014).